# 타마루갈현
타마루갈현(스페인어: Provincia de Tamarugal)은 칠레 타라파카 주를 구성하는 2개의 현 가운데 하나로 현도는 포소알몬테이며 면적은 39,390.5km2, 인구는 20,053명(2012년 기준), 인구 밀도는 0.51명/km2이다.